# Boekel
Boekel  è un comune olandese di 9 780 abitanti situato nella provincia del Brabante Settentrionale.

## Geografia antropica

### Frazioni
- Boekel 7243 ab.
- Venhorst 1631 ab.
- Huize Padua 537 ab.